# 簸川郡

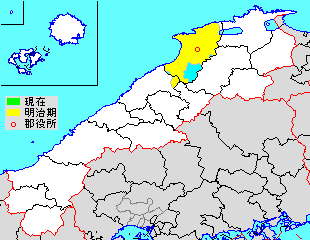
島根県簸川郡の位置（水色：後に他郡から編入した区域）

簸川郡（ひかわぐん）は、かつて島根県にあった郡。平成の大合併により、消滅した。

## 郡域
1896年（明治29年）に行政区画として発足した当時の郡域は以下の地域にあたる。
- 出雲市の大部分（美野町・野郷町・地合町・西谷町・佐田町須佐・佐田町朝原・佐田町原田・佐田町反邊・佐田町大呂・多伎町神原を除く）
- 大田市の一部（山口町佐津目・山口町山口）

## 歴史
- 明治29年（1896年）

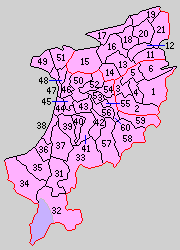
1.荘原村 2.出西村 3.伊波野村 4.直江村 5.久木村 6.出東村 11.灘分村 12.平田町 13.国富村 14.鳶巣村 15.鰐淵村 16.西田村 17.北浜村 18.久多美村 19.佐香村 20.檜山村 21.東村 31.窪田村 32.山口村 33.乙立村 34.田儀村 35.田岐村 36.久村 37.江南村 38.西浜村 39.神西村 40.知井宮村 41.布智村 42.古志村 43.高松村 44.園村 45.荒茅村 46.荒木村 47.杵築村 48.杵築町 49.日御碕村 50.遙堪村 51.鵜鷺村 52.高浜村 53.四纏村 54.川跡村 55.今市町 56.塩冶村 57.朝山村 58.稗原村 59.上津村 60.大津村（桃：出雲市 紫：大田市）

  - 4月1日 - 郡制の施行のため、出雲郡・楯縫郡・神門郡の区域をもって簸川郡が発足。郡役所が今市町に設置。（3町44村）
    - 旧・出雲郡（6村） - 荘原村、出西村、伊波野村、直江村、久木村、出東村（現・出雲市）
    - 旧・楯縫郡（1町10村） - 灘分村、平田町、国富村、鳶巣村、鰐淵村、西田村、北浜村、久多美村、佐香村、檜山村、東村（現・出雲市）
    - 旧・神門郡（2町28村） - 窪田村（現・出雲市）、山口村（現・出雲市、大田市）、乙立村、田儀村、田岐村、久村、江南村、西浜村、神西村、知井宮村、布智村、古志村、高松村、園村、荒茅村、荒木村、杵築村、杵築町、日御碕村、遙堪村、鵜鷺村、高浜村、四纏村、川跡村、今市町、塩冶村、朝山村、稗原村、上津村、大津村（現・出雲市）

  - 8月1日 - 郡制を施行。
- 明治33年（1900年）- 高松村が遙堪村の一部（大字浜村）を編入[1][2]。
- 大正12年（1923年）4月1日 - 郡会が廃止。郡役所は存続。
- 大正14年（1925年）4月1日 - 杵築町・杵築村が合併して大社町が発足。（3町43村）
- 大正15年（1926年）7月1日 - 郡役所が廃止。以降は地域区分名称となる。
- 昭和16年（1941年）
  - 2月11日 - 今市町・塩冶村・大津村・四纒村・高浜村・川跡村・高松村・古志村・鳶巣村が合併して出雲町が発足。（3町35村）
  - 11月3日
    - 出雲町が市制施行して出雲市となり、郡より離脱。（2町35村）
    - 上津村が飯石郡一宮村の一部（高窪の一部[注 1]）を編入。
- 昭和18年（1943年）4月1日 - 知井宮村・布智村が合併して神門村が発足。（2町34村）
- 昭和23年（1948年）9月1日 - 山口村の大部分（山口および佐津目の一部[注 2]を除く）が窪田村に編入。
- 昭和25年（1950年）
  - 5月3日 - 乙立村が分割し、一部（東村・八幡原）が窪田村に、残部（乙立）が朝山村に編入。（2町33村）
  - 11月3日 - 園村・荒茅村が合併して長浜村が発足。（2町32村）
  - 12月20日 - 田岐村・久村および窪田村の一部（毛津の一部[注 3]）が合併して岐久村が発足。（2町31村）
- 昭和26年（1951年）4月1日
  - 西浜村・江南村が合併して湖陵村が発足。
  - 大社町・荒木村・日御碕村・鵜鷺村・遙堪村が合併し、改めて大社町が発足。
  - 平田町・灘分村・国富村・鰐淵村・西田村・久多美村・檜山村・東村が合併し、改めて平田町が発足。（2町19村）
- 昭和29年（1954年）4月1日
  - 田儀村が安濃郡富山村の一部（神原の一部[注 4]）を編入。
  - 山口村が大田市に編入。（2町18村）
- 昭和30年（1955年）
  - 1月1日 - 平田町・北浜村・佐香村が合併して平田市が発足し、郡より離脱。（1町16村）
  - 3月22日 - 朝山村・稗原村・上津村が出雲市に編入。（1町13村）
  - 4月15日 - 荘原村・出西村・伊波野村・直江村・久木村・出東村が合併して斐川村が発足。（1町8村）
- 昭和31年（1956年）
  - 4月1日 - 神西村・神門村・長浜村が出雲市に編入。（1町5村）
  - 6月10日 - 窪田村が飯石郡須佐村と合併して佐田村が発足。（1町5村）
  - 9月30日 - 岐久村・田儀村が合併して多伎村が発足。（1町4村）
- 昭和40年（1965年）4月1日 - 斐川村が町制施行して斐川町となる。（2町3村）
- 昭和44年（1969年）11月3日（5町）
  - 佐田村が町制施行して佐田町となる。
  - 多伎村が町制施行して多伎町となる。
  - 湖陵村が町制施行して湖陵町となる。
- 平成17年（2005年）3月22日 - 佐田町・多伎町・湖陵町・大社町が出雲市・平田市と合併し、改めて出雲市が発足、郡より離脱。（1町）
- 平成23年（2011年）10月1日 - 斐川町が出雲市に編入。同日簸川郡消滅。

### 変遷表
| 旧 郡    | 明治以前       | 明治以前       | 明治元年 - 明治22年 | 明治元年 - 明治22年        | 明治元年 - 明治22年        | 明治22年 4月1日 町村制施行 | 明治22年 - 大正15年      | 昭和元年 - 昭和19年    | 昭和元年 - 昭和19年          | 昭和20年 - 昭和29年         | 昭和30年 - 昭和39年          | 昭和40年 - 昭和64年         | 平成元年 - 現在              | 現在 - |
| -------- | -------------- | -------------- | ------------------- | -------------------------- | -------------------------- | -------------------------- | ------------------------ | ---------------------- | ---------------------------- | --------------------------- | ---------------------------- | --------------------------- | ---------------------------- | ------ |
| 出 雲 郡 | 学頭村         | 学頭村         | 学頭村              | 学頭村                     | 学頭村                     | 荘原村                     | 荘原村                   | 荘原村                 | 荘原村                       | 荘原村                      | 昭和30年4月15日 斐川村       | 昭和40年4月1日 町制 斐川町  | 平成23年10月1日 出雲市に編入 | 出雲市 |
| 出 雲 郡 | 宇屋神庭村     | 宇屋神庭村     | 宇屋神庭村          | 宇屋神庭村                 | 宇屋神庭村                 | 荘原村                     | 荘原村                   | 荘原村                 | 荘原村                       | 荘原村                      | 昭和30年4月15日 斐川村       | 昭和40年4月1日 町制 斐川町  | 平成23年10月1日 出雲市に編入 | 出雲市 |
| 出 雲 郡 | 下庄原村       | 下庄原村       | 下庄原村            | 下庄原村                   | 下庄原村                   | 荘原村                     | 荘原村                   | 荘原村                 | 荘原村                       | 荘原村                      | 昭和30年4月15日 斐川村       | 昭和40年4月1日 町制 斐川町  | 平成23年10月1日 出雲市に編入 | 出雲市 |
| 出 雲 郡 | 上庄原村       | 上庄原村       | 上庄原村            | 上庄原村                   | 上庄原村                   | 荘原村                     | 荘原村                   | 荘原村                 | 荘原村                       | 荘原村                      | 昭和30年4月15日 斐川村       | 昭和40年4月1日 町制 斐川町  | 平成23年10月1日 出雲市に編入 | 出雲市 |
| 出 雲 郡 | 吉成村         | 吉成村         | 吉成村              | 明治8年9月5日 三纏村       | 明治8年9月5日 三纏村       | 荘原村                     | 荘原村                   | 荘原村                 | 荘原村                       | 荘原村                      | 昭和30年4月15日 斐川村       | 昭和40年4月1日 町制 斐川町  | 平成23年10月1日 出雲市に編入 | 出雲市 |
| 出 雲 郡 | 武部村         | 武部村         | 武部村              | 明治8年9月5日 三纏村       | 明治8年9月5日 三纏村       | 荘原村                     | 荘原村                   | 荘原村                 | 荘原村                       | 荘原村                      | 昭和30年4月15日 斐川村       | 昭和40年4月1日 町制 斐川町  | 平成23年10月1日 出雲市に編入 | 出雲市 |
| 出 雲 郡 | 羽根村         | 羽根村         | 羽根村              | 明治8年9月5日 三纏村       | 明治8年9月5日 三纏村       | 荘原村                     | 荘原村                   | 荘原村                 | 荘原村                       | 荘原村                      | 昭和30年4月15日 斐川村       | 昭和40年4月1日 町制 斐川町  | 平成23年10月1日 出雲市に編入 | 出雲市 |
| 出 雲 郡 | 出西村         | 出西村         | 出西村              | 出西村                     | 出西村                     | 出西村                     | 出西村                   | 出西村                 | 出西村                       | 出西村                      | 昭和30年4月15日 斐川村       | 昭和40年4月1日 町制 斐川町  | 平成23年10月1日 出雲市に編入 | 出雲市 |
| 出 雲 郡 | 求院村         | 求院村         | 求院村              | 求院村                     | 求院村                     | 出西村                     | 出西村                   | 出西村                 | 出西村                       | 出西村                      | 昭和30年4月15日 斐川村       | 昭和40年4月1日 町制 斐川町  | 平成23年10月1日 出雲市に編入 | 出雲市 |
| 出 雲 郡 | 上阿宮村       | 上阿宮村       | 上阿宮村            | 明治8年9月5日 阿宮村       | 明治8年9月5日 阿宮村       | 出西村                     | 出西村                   | 出西村                 | 出西村                       | 出西村                      | 昭和30年4月15日 斐川村       | 昭和40年4月1日 町制 斐川町  | 平成23年10月1日 出雲市に編入 | 出雲市 |
| 出 雲 郡 | 下阿宮村       | 下阿宮村       | 下阿宮村            | 明治8年9月5日 阿宮村       | 明治8年9月5日 阿宮村       | 出西村                     | 出西村                   | 出西村                 | 出西村                       | 出西村                      | 昭和30年4月15日 斐川村       | 昭和40年4月1日 町制 斐川町  | 平成23年10月1日 出雲市に編入 | 出雲市 |
| 出 雲 郡 | 氷室村         | 氷室村         | 氷室村              | 明治8年9月5日 神氷村       | 明治8年9月5日 神氷村       | 出西村                     | 出西村                   | 出西村                 | 出西村                       | 出西村                      | 昭和30年4月15日 斐川村       | 昭和40年4月1日 町制 斐川町  | 平成23年10月1日 出雲市に編入 | 出雲市 |
| 出 雲 郡 | 神守村         | 神守村         | 神守村              | 明治8年9月5日 神氷村       | 明治8年9月5日 神氷村       | 出西村                     | 出西村                   | 出西村                 | 出西村                       | 出西村                      | 昭和30年4月15日 斐川村       | 昭和40年4月1日 町制 斐川町  | 平成23年10月1日 出雲市に編入 | 出雲市 |
| 出 雲 郡 | 神立村         | 神立村         | 神立村              | 明治8年9月5日 併川村       | 明治8年9月5日 併川村       | 出西村                     | 出西村                   | 出西村                 | 出西村                       | 出西村                      | 昭和30年4月15日 斐川村       | 昭和40年4月1日 町制 斐川町  | 平成23年10月1日 出雲市に編入 | 出雲市 |
| 出 雲 郡 | 千家村         | 千家村         | 千家村              | 明治8年9月5日 併川村       | 明治8年9月5日 併川村       | 出西村                     | 出西村                   | 出西村                 | 出西村                       | 出西村                      | 昭和30年4月15日 斐川村       | 昭和40年4月1日 町制 斐川町  | 平成23年10月1日 出雲市に編入 | 出雲市 |
| 出 雲 郡 | 沖須村         | 沖須村         | 沖須村              | 沖須村                     | 沖須村                     | 出東村                     | 出東村                   | 出東村                 | 出東村                       | 出東村                      | 昭和30年4月15日 斐川村       | 昭和40年4月1日 町制 斐川町  | 平成23年10月1日 出雲市に編入 | 出雲市 |
| 出 雲 郡 | 中須村         | 中須村         | 中須村              | 中須村                     | 中須村                     | 出東村                     | 出東村                   | 出東村                 | 出東村                       | 出東村                      | 昭和30年4月15日 斐川村       | 昭和40年4月1日 町制 斐川町  | 平成23年10月1日 出雲市に編入 | 出雲市 |
| 出 雲 郡 | 黒目村         | 黒目村         | 黒目村              | 黒目村                     | 黒目村                     | 出東村                     | 出東村                   | 出東村                 | 出東村                       | 出東村                      | 昭和30年4月15日 斐川村       | 昭和40年4月1日 町制 斐川町  | 平成23年10月1日 出雲市に編入 | 出雲市 |
| 出 雲 郡 | 三分市村       | 三分市村       | 三分市村            | 三分市村                   | 三分市村                   | 出東村                     | 出東村                   | 出東村                 | 出東村                       | 出東村                      | 昭和30年4月15日 斐川村       | 昭和40年4月1日 町制 斐川町  | 平成23年10月1日 出雲市に編入 | 出雲市 |
| 出 雲 郡 | 坂田村         | 坂田村         | 坂田村              | 坂田村                     | 坂田村                     | 出東村                     | 出東村                   | 出東村                 | 出東村                       | 出東村                      | 昭和30年4月15日 斐川村       | 昭和40年4月1日 町制 斐川町  | 平成23年10月1日 出雲市に編入 | 出雲市 |
| 出 雲 郡 | 富村           | 富村           | 富村                | 富村                       | 富村                       | 伊波野村                   | 伊波野村                 | 伊波野村               | 伊波野村                     | 伊波野村                    | 昭和30年4月15日 斐川村       | 昭和40年4月1日 町制 斐川町  | 平成23年10月1日 出雲市に編入 | 出雲市 |
| 出 雲 郡 | 北島村         | 北島村         | 北島村              | 明治8年9月5日 名島村       | 明治8年9月5日 名島村       | 伊波野村                   | 伊波野村                 | 伊波野村               | 伊波野村                     | 伊波野村                    | 昭和30年4月15日 斐川村       | 昭和40年4月1日 町制 斐川町  | 平成23年10月1日 出雲市に編入 | 出雲市 |
| 出 雲 郡 | 別名村         | 別名村         | 別名村              | 明治8年9月5日 名島村       | 明治8年9月5日 名島村       | 伊波野村                   | 伊波野村                 | 伊波野村               | 伊波野村                     | 伊波野村                    | 昭和30年4月15日 斐川村       | 昭和40年4月1日 町制 斐川町  | 平成23年10月1日 出雲市に編入 | 出雲市 |
| 出 雲 郡 | 鳥屋村         | 鳥屋村         | 鳥屋村              | 明治8年9月5日 鳥井村       | 明治8年9月5日 鳥井村       | 伊波野村                   | 伊波野村                 | 伊波野村               | 伊波野村                     | 伊波野村                    | 昭和30年4月15日 斐川村       | 昭和40年4月1日 町制 斐川町  | 平成23年10月1日 出雲市に編入 | 出雲市 |
| 出 雲 郡 | 井上村         | 井上村         | 井上村              | 明治8年9月5日 鳥井村       | 明治8年9月5日 鳥井村       | 伊波野村                   | 伊波野村                 | 伊波野村               | 伊波野村                     | 伊波野村                    | 昭和30年4月15日 斐川村       | 昭和40年4月1日 町制 斐川町  | 平成23年10月1日 出雲市に編入 | 出雲市 |
| 出 雲 郡 | 上直江村       | 上直江村       | 上直江村            | 上直江村                   | 上直江村                   | 伊波野村                   | 伊波野村                 | 伊波野村               | 伊波野村                     | 伊波野村                    | 昭和30年4月15日 斐川村       | 昭和40年4月1日 町制 斐川町  | 平成23年10月1日 出雲市に編入 | 出雲市 |
| 出 雲 郡 | 下直江村       | 下直江村       | 明治5年 下直江村    | 明治5年 下直江村           | 下直江村                   | 直江村                     | 直江村                   | 直江村                 | 直江村                       | 直江村                      | 昭和30年4月15日 斐川村       | 昭和40年4月1日 町制 斐川町  | 平成23年10月1日 出雲市に編入 | 出雲市 |
| 出 雲 郡 | 直江町         | 直江町         | 明治5年 下直江村    | 明治5年 下直江村           | 明治17年 分立 直江町       | 直江村                     | 直江村                   | 直江村                 | 直江村                       | 直江村                      | 昭和30年4月15日 斐川村       | 昭和40年4月1日 町制 斐川町  | 平成23年10月1日 出雲市に編入 | 出雲市 |
| 出 雲 郡 | 今在家村       | 今在家村       | 今在家村            | 今在家村                   | 今在家村                   | 久木村                     | 久木村                   | 久木村                 | 久木村                       | 久木村                      | 昭和30年4月15日 斐川村       | 昭和40年4月1日 町制 斐川町  | 平成23年10月1日 出雲市に編入 | 出雲市 |
| 出 雲 郡 | 南村           | 南村           | 南村                | 南村                       | 南村                       | 久木村                     | 久木村                   | 久木村                 | 久木村                       | 久木村                      | 昭和30年4月15日 斐川村       | 昭和40年4月1日 町制 斐川町  | 平成23年10月1日 出雲市に編入 | 出雲市 |
| 出 雲 郡 | 福富村         | 福富村         | 福富村              | 福富村                     | 福富村                     | 久木村                     | 久木村                   | 久木村                 | 久木村                       | 久木村                      | 昭和30年4月15日 斐川村       | 昭和40年4月1日 町制 斐川町  | 平成23年10月1日 出雲市に編入 | 出雲市 |
| 出 雲 郡 | 中原村         | 中原村         | 中原村              | 明治8年9月5日 原鹿村       | 明治8年9月5日 原鹿村       | 久木村                     | 久木村                   | 久木村                 | 久木村                       | 久木村                      | 昭和30年4月15日 斐川村       | 昭和40年4月1日 町制 斐川町  | 平成23年10月1日 出雲市に編入 | 出雲市 |
| 出 雲 郡 | 上鹿塚村       | 上鹿塚村       | 上鹿塚村            | 明治8年9月5日 原鹿村       | 明治8年9月5日 原鹿村       | 久木村                     | 久木村                   | 久木村                 | 久木村                       | 久木村                      | 昭和30年4月15日 斐川村       | 昭和40年4月1日 町制 斐川町  | 平成23年10月1日 出雲市に編入 | 出雲市 |
| 楯 縫 郡 | 平田村         | 平田村         | 平田村              | 平田村                     | 平田村                     | 平田町                     | 平田町                   | 平田町                 | 平田町                       | 昭和26年4月1日 平田町       | 昭和30年1月1日 平田市        | 平田市                      | 平成17年3月22日 出雲市       | 出雲市 |
| 楯 縫 郡 | 平田村灘分     | 平田村灘分     | 平田村灘分          | 平田村灘分                 | 平田村灘分                 | 灘分村                     | 灘分村                   | 灘分村                 | 灘分村                       | 昭和26年4月1日 平田町       | 昭和30年1月1日 平田市        | 平田市                      | 平成17年3月22日 出雲市       | 出雲市 |
| 楯 縫 郡 | 島村           | 島村           | 島村                | 島村                       | 島村                       | 灘分村                     | 灘分村                   | 灘分村                 | 灘分村                       | 昭和26年4月1日 平田町       | 昭和30年1月1日 平田市        | 平田市                      | 平成17年3月22日 出雲市       | 出雲市 |
| 楯 縫 郡 | 出来洲村       | 出来洲村       | 出来洲村            | 出来洲村                   | 出来洲村                   | 灘分村                     | 灘分村                   | 灘分村                 | 灘分村                       | 昭和26年4月1日 平田町       | 昭和30年1月1日 平田市        | 平田市                      | 平成17年3月22日 出雲市       | 出雲市 |
| 楯 縫 郡 | 国富村         | 国富村         | 国富村              | 国富村                     | 国富村                     | 国富村                     | 国富村                   | 国富村                 | 国富村                       | 昭和26年4月1日 平田町       | 昭和30年1月1日 平田市        | 平田市                      | 平成17年3月22日 出雲市       | 出雲市 |
| 楯 縫 郡 | 西代村         | 西代村         | 西代村              | 西代村                     | 西代村                     | 国富村                     | 国富村                   | 国富村                 | 国富村                       | 昭和26年4月1日 平田町       | 昭和30年1月1日 平田市        | 平田市                      | 平成17年3月22日 出雲市       | 出雲市 |
| 楯 縫 郡 | 美談村         | 美談村         | 美談村              | 美談村                     | 美談村                     | 国富村                     | 国富村                   | 国富村                 | 国富村                       | 昭和26年4月1日 平田町       | 昭和30年1月1日 平田市        | 平田市                      | 平成17年3月22日 出雲市       | 出雲市 |
| 楯 縫 郡 | 口宇賀村       | 口宇賀村       | 口宇賀村            | 口宇賀村                   | 口宇賀村                   | 国富村                     | 国富村                   | 国富村                 | 国富村                       | 昭和26年4月1日 平田町       | 昭和30年1月1日 平田市        | 平田市                      | 平成17年3月22日 出雲市       | 出雲市 |
| 楯 縫 郡 | 猪目浦         | 猪目浦         | 猪目浦              | 猪目浦                     | 猪目浦                     | 鰐淵村                     | 鰐淵村                   | 鰐淵村                 | 鰐淵村                       | 昭和26年4月1日 平田町       | 昭和30年1月1日 平田市        | 平田市                      | 平成17年3月22日 出雲市       | 出雲市 |
| 楯 縫 郡 | 唐川村         | 唐川村         | 唐川村              | 唐川村                     | 唐川村                     | 鰐淵村                     | 鰐淵村                   | 鰐淵村                 | 鰐淵村                       | 昭和26年4月1日 平田町       | 昭和30年1月1日 平田市        | 平田市                      | 平成17年3月22日 出雲市       | 出雲市 |
| 楯 縫 郡 | 別所村         | 別所村         | 別所村              | 別所村                     | 別所村                     | 鰐淵村                     | 鰐淵村                   | 鰐淵村                 | 鰐淵村                       | 昭和26年4月1日 平田町       | 昭和30年1月1日 平田市        | 平田市                      | 平成17年3月22日 出雲市       | 出雲市 |
| 楯 縫 郡 | 河下村         | 河下村         | 河下村              | 河下村                     | 河下村                     | 鰐淵村                     | 鰐淵村                   | 鰐淵村                 | 鰐淵村                       | 昭和26年4月1日 平田町       | 昭和30年1月1日 平田市        | 平田市                      | 平成17年3月22日 出雲市       | 出雲市 |
| 楯 縫 郡 | 奥宇賀村       | 奥宇賀村       | 奥宇賀村            | 奥宇賀村                   | 奥宇賀村                   | 西田村                     | 西田村                   | 西田村                 | 西田村                       | 昭和26年4月1日 平田町       | 昭和30年1月1日 平田市        | 平田市                      | 平成17年3月22日 出雲市       | 出雲市 |
| 楯 縫 郡 | 万田村         | 万田村         | 万田村              | 万田村                     | 万田村                     | 西田村                     | 西田村                   | 西田村                 | 西田村                       | 昭和26年4月1日 平田町       | 昭和30年1月1日 平田市        | 平田市                      | 平成17年3月22日 出雲市       | 出雲市 |
| 楯 縫 郡 | 水谷本庄村     | 水谷本庄村     | 水谷本庄村          | 水谷本庄村                 | 水谷本庄村                 | 西田村                     | 西田村                   | 西田村                 | 西田村                       | 昭和26年4月1日 平田町       | 昭和30年1月1日 平田市        | 平田市                      | 平成17年3月22日 出雲市       | 出雲市 |
| 楯 縫 郡 | 西々郷村       | 西々郷村       | 西々郷村            | 西々郷村                   | 西々郷村                   | 西田村                     | 西田村                   | 西田村                 | 西田村                       | 昭和26年4月1日 平田町       | 昭和30年1月1日 平田市        | 平田市                      | 平成17年3月22日 出雲市       | 出雲市 |
| 楯 縫 郡 | 久多見村       | 久多見村       | 久多見村            | 久多見村                   | 久多見村                   | 久多美村                   | 久多美村                 | 久多美村               | 久多美村                     | 昭和26年4月1日 平田町       | 昭和30年1月1日 平田市        | 平田市                      | 平成17年3月22日 出雲市       | 出雲市 |
| 楯 縫 郡 | 東福村         | 東福村         | 東福村              | 東福村                     | 東福村                     | 久多美村                   | 久多美村                 | 久多美村               | 久多美村                     | 昭和26年4月1日 平田町       | 昭和30年1月1日 平田市        | 平田市                      | 平成17年3月22日 出雲市       | 出雲市 |
| 楯 縫 郡 | 野石谷村       | 野石谷村       | 野石谷村            | 野石谷村                   | 野石谷村                   | 久多美村                   | 久多美村                 | 久多美村               | 久多美村                     | 昭和26年4月1日 平田町       | 昭和30年1月1日 平田市        | 平田市                      | 平成17年3月22日 出雲市       | 出雲市 |
| 楯 縫 郡 | 東郷村         | 東郷村         | 東郷村              | 東郷村                     | 東郷村                     | 久多美村                   | 久多美村                 | 久多美村               | 久多美村                     | 昭和26年4月1日 平田町       | 昭和30年1月1日 平田市        | 平田市                      | 平成17年3月22日 出雲市       | 出雲市 |
| 楯 縫 郡 | 岡田村         | [ 注 5 ]       | 岡田村              | 岡田村                     | 岡田村                     | 檜山村                     | 明治27年 久多見村に編入  | 久多美村               | 久多美村                     | 昭和26年4月1日 平田町       | 昭和30年1月1日 平田市        | 平田市                      | 平成17年3月22日 出雲市       | 出雲市 |
| 楯 縫 郡 | 岡田村         | [ 注 6 ]       | 岡田村              | 岡田村                     | 岡田村                     | 檜山村                     | 檜山村                   | 檜山村                 | 檜山村                       | 昭和26年4月1日 平田町       | 昭和30年1月1日 平田市        | 平田市                      | 平成17年3月22日 出雲市       | 出雲市 |
| 楯 縫 郡 | 多久村         | 多久村         | 多久村              | 多久村                     | 多久村                     | 檜山村                     | 檜山村                   | 檜山村                 | 檜山村                       | 昭和26年4月1日 平田町       | 昭和30年1月1日 平田市        | 平田市                      | 平成17年3月22日 出雲市       | 出雲市 |
| 楯 縫 郡 | 多久谷村       | 多久谷村       | 多久谷村            | 多久谷村                   | 多久谷村                   | 檜山村                     | 檜山村                   | 檜山村                 | 檜山村                       | 昭和26年4月1日 平田町       | 昭和30年1月1日 平田市        | 平田市                      | 平成17年3月22日 出雲市       | 出雲市 |
| 楯 縫 郡 | 園村           | 園村           | 園村                | 園村                       | 園村                       | 東村                       | 東村                     | 東村                   | 東村                         | 昭和26年4月1日 平田町       | 昭和30年1月1日 平田市        | 平田市                      | 平成17年3月22日 出雲市       | 出雲市 |
| 楯 縫 郡 | 鹿園寺村       | 鹿園寺村       | 鹿園寺村            | 鹿園寺村                   | 鹿園寺村                   | 東村                       | 東村                     | 東村                   | 東村                         | 昭和26年4月1日 平田町       | 昭和30年1月1日 平田市        | 平田市                      | 平成17年3月22日 出雲市       | 出雲市 |
| 楯 縫 郡 | 小境村         | 小境村         | 小境村              | 小境村                     | 小境村                     | 東村                       | 東村                     | 東村                   | 東村                         | 昭和26年4月1日 平田町       | 昭和30年1月1日 平田市        | 平田市                      | 平成17年3月22日 出雲市       | 出雲市 |
| 楯 縫 郡 | 小津浦         | 小津浦         | 小津浦              | 小津浦                     | 小津浦                     | 北浜村                     | 北浜村                   | 北浜村                 | 北浜村                       | 北浜村                      | 昭和30年1月1日 平田市        | 平田市                      | 平成17年3月22日 出雲市       | 出雲市 |
| 楯 縫 郡 | 十六島浦       | 十六島浦       | 十六島浦            | 十六島浦                   | 十六島浦                   | 北浜村                     | 北浜村                   | 北浜村                 | 北浜村                       | 北浜村                      | 昭和30年1月1日 平田市        | 平田市                      | 平成17年3月22日 出雲市       | 出雲市 |
| 楯 縫 郡 | 釜浦           | 釜浦           | 釜浦                | 釜浦                       | 釜浦                       | 北浜村                     | 北浜村                   | 北浜村                 | 北浜村                       | 北浜村                      | 昭和30年1月1日 平田市        | 平田市                      | 平成17年3月22日 出雲市       | 出雲市 |
| 楯 縫 郡 | 塩津浦         | 塩津浦         | 塩津浦              | 塩津浦                     | 塩津浦                     | 北浜村                     | 北浜村                   | 北浜村                 | 北浜村                       | 北浜村                      | 昭和30年1月1日 平田市        | 平田市                      | 平成17年3月22日 出雲市       | 出雲市 |
| 楯 縫 郡 | 唯浦           | 唯浦           | 唯浦                | 唯浦                       | 唯浦                       | 北浜村                     | 北浜村                   | 北浜村                 | 北浜村                       | 北浜村                      | 昭和30年1月1日 平田市        | 平田市                      | 平成17年3月22日 出雲市       | 出雲市 |
| 楯 縫 郡 | 三浦           | 三浦           | 三浦                | 三浦                       | 三浦                       | 佐香村                     | 佐香村                   | 佐香村                 | 佐香村                       | 佐香村                      | 昭和30年1月1日 平田市        | 平田市                      | 平成17年3月22日 出雲市       | 出雲市 |
| 楯 縫 郡 | 小伊津浦       | 小伊津浦       | 小伊津浦            | 小伊津浦                   | 小伊津浦                   | 佐香村                     | 佐香村                   | 佐香村                 | 佐香村                       | 佐香村                      | 昭和30年1月1日 平田市        | 平田市                      | 平成17年3月22日 出雲市       | 出雲市 |
| 楯 縫 郡 | 坂浦           | 坂浦           | 坂浦                | 坂浦                       | 坂浦                       | 佐香村                     | 佐香村                   | 佐香村                 | 佐香村                       | 佐香村                      | 昭和30年1月1日 平田市        | 平田市                      | 平成17年3月22日 出雲市       | 出雲市 |
| 神 門 郡 | 仮宮村         | 仮宮村         | 明治6年 杵築村      | 杵築村                     | 明治14年 杵築北村          | 杵築村                     | 大正14年4月1日 大社町    | 大社町                 | 大社町                       | 昭和26年4月1日 大社町       | 大社町                       | 大社町                      | 平成17年3月22日 出雲市       | 出雲市 |
| 神 門 郡 | 中村           |                | 明治6年 杵築村      | 杵築村                     | 明治14年 杵築北村          | 杵築村                     | 大正14年4月1日 大社町    | 大社町                 | 大社町                       | 昭和26年4月1日 大社町       | 大社町                       | 大社町                      | 平成17年3月22日 出雲市       | 出雲市 |
| 神 門 郡 | 赤塚村         | 赤塚村         | 明治6年 杵築村      | 杵築村                     | 明治14年 杵築西村          | 杵築村                     | 大正14年4月1日 大社町    | 大社町                 | 大社町                       | 昭和26年4月1日 大社町       | 大社町                       | 大社町                      | 平成17年3月22日 出雲市       | 出雲市 |
| 神 門 郡 | 大土地村       |                | 明治6年 杵築村      | 杵築村                     | 明治14年 杵築西村          | 杵築村                     | 大正14年4月1日 大社町    | 大社町                 | 大社町                       | 昭和26年4月1日 大社町       | 大社町                       | 大社町                      | 平成17年3月22日 出雲市       | 出雲市 |
| 神 門 郡 | 宮内村         | 宮内村         | 明治6年 杵築村      | 杵築村                     | 明治14年 杵築南村          | 杵築町                     | 大正14年4月1日 大社町    | 大社町                 | 大社町                       | 昭和26年4月1日 大社町       | 大社町                       | 大社町                      | 平成17年3月22日 出雲市       | 出雲市 |
| 神 門 郡 | 越峠村         |                | 明治6年 杵築村      | 杵築村                     | 明治14年 杵築南村          | 杵築町                     | 大正14年4月1日 大社町    | 大社町                 | 大社町                       | 昭和26年4月1日 大社町       | 大社町                       | 大社町                      | 平成17年3月22日 出雲市       | 出雲市 |
| 神 門 郡 | 市場村         | 市場村         | 明治6年 杵築村      | 杵築村                     | 明治14年 杵築東村          | 杵築町                     | 大正14年4月1日 大社町    | 大社町                 | 大社町                       | 昭和26年4月1日 大社町       | 大社町                       | 大社町                      | 平成17年3月22日 出雲市       | 出雲市 |
| 神 門 郡 | 修理免村       | [ 注 7 ]       | 明治6年 杵築村      | 杵築村                     | 明治14年 杵築東村          | 杵築町                     | 大正14年4月1日 大社町    | 大社町                 | 大社町                       | 昭和26年4月1日 大社町       | 大社町                       | 大社町                      | 平成17年3月22日 出雲市       | 出雲市 |
| 神 門 郡 | 修理免村       | [ 注 8 ]       | 明治6年 杵築村      | 杵築村                     | 明治14年 杵築南村          | 杵築町                     | 大正14年4月1日 大社町    | 大社町                 | 大社町                       | 昭和26年4月1日 大社町       | 大社町                       | 大社町                      | 平成17年3月22日 出雲市       | 出雲市 |
| 神 門 郡 | 修理免村       | [ 注 9 ]       | 明治6年 杵築村      | 明治8年 分立 修理免村      | 明治8年 分立 修理免村      | 荒木村                     | 荒木村                   | 荒木村                 | 荒木村                       | 昭和26年4月1日 大社町       | 大社町                       | 大社町                      | 平成17年3月22日 出雲市       | 出雲市 |
| 神 門 郡 | 中荒木村       | 中荒木村       | 中荒木村            | 中荒木村                   | 中荒木村                   | 荒木村                     | 荒木村                   | 荒木村                 | 荒木村                       | 昭和26年4月1日 大社町       | 大社町                       | 大社町                      | 平成17年3月22日 出雲市       | 出雲市 |
| 神 門 郡 | 北荒木村       | 北荒木村       | 北荒木村            | 北荒木村                   | 北荒木村                   | 荒木村                     | 荒木村                   | 荒木村                 | 荒木村                       | 昭和26年4月1日 大社町       | 大社町                       | 大社町                      | 平成17年3月22日 出雲市       | 出雲市 |
| 神 門 郡 | 日御碕         | 日御碕         | 日御碕              | 日御碕                     | 日御碕                     | 日御碕村                   | 日御碕村                 | 日御碕村               | 日御碕村                     | 昭和26年4月1日 大社町       | 大社町                       | 大社町                      | 平成17年3月22日 出雲市       | 出雲市 |
| 神 門 郡 | 宇竜浦         | 宇竜浦         | 宇竜浦              | 宇竜浦                     | 宇竜浦                     | 日御碕村                   | 日御碕村                 | 日御碕村               | 日御碕村                     | 昭和26年4月1日 大社町       | 大社町                       | 大社町                      | 平成17年3月22日 出雲市       | 出雲市 |
| 神 門 郡 | 鷺浦           | 鷺浦           | 鷺浦                | 鷺浦                       | 鷺浦                       | 鵜鷺村                     | 鵜鷺村                   | 鵜鷺村                 | 鵜鷺村                       | 昭和26年4月1日 大社町       | 大社町                       | 大社町                      | 平成17年3月22日 出雲市       | 出雲市 |
| 神 門 郡 | 鵜峠浦         | 鵜峠浦         | 鵜峠浦              | 鵜峠浦                     | 鵜峠浦                     | 鵜鷺村                     | 鵜鷺村                   | 鵜鷺村                 | 鵜鷺村                       | 昭和26年4月1日 大社町       | 大社町                       | 大社町                      | 平成17年3月22日 出雲市       | 出雲市 |
| 神 門 郡 | 遙堪村         | 遙堪村         | 遙堪村              | 遙堪村                     | 遙堪村                     | 遙堪村                     | 遙堪村                   | 遙堪村                 | 遙堪村                       | 昭和26年4月1日 大社町       | 大社町                       | 大社町                      | 平成17年3月22日 出雲市       | 出雲市 |
| 神 門 郡 | 菱根村         | 菱根村         | 菱根村              | 菱根村                     | 菱根村                     | 遙堪村                     | 遙堪村                   | 遙堪村                 | 遙堪村                       | 昭和26年4月1日 大社町       | 大社町                       | 大社町                      | 平成17年3月22日 出雲市       | 出雲市 |
| 神 門 郡 | 入南村         | 入南村         | 入南村              | 入南村                     | 入南村                     | 遙堪村                     | 遙堪村                   | 遙堪村                 | 遙堪村                       | 昭和26年4月1日 大社町       | 大社町                       | 大社町                      | 平成17年3月22日 出雲市       | 出雲市 |
| 神 門 郡 | 浜村           | 浜村           | 浜村                | 浜村                       | 浜村                       | 遙堪村                     | 明治33年 高松村に編入    | 昭和16年2月11日 出雲町 | 昭和16年11月3日 出雲市       | 出雲市                      | 出雲市                       | 出雲市                      | 平成17年3月22日 出雲市       | 出雲市 |
| 神 門 郡 | 松枝村         | 松枝村         | 松枝村              | 松枝村                     | 松枝村                     | 高松村                     | 高松村                   | 昭和16年2月11日 出雲町 | 昭和16年11月3日 出雲市       | 出雲市                      | 出雲市                       | 出雲市                      | 平成17年3月22日 出雲市       | 出雲市 |
| 神 門 郡 | 白枝村         | 白枝村         | 白枝村              | 白枝村                     | 白枝村                     | 高松村                     | 高松村                   | 昭和16年2月11日 出雲町 | 昭和16年11月3日 出雲市       | 出雲市                      | 出雲市                       | 出雲市                      | 平成17年3月22日 出雲市       | 出雲市 |
| 神 門 郡 | 松寄下村       | 松寄下村       | 松寄下村            | 松寄下村                   | 松寄下村                   | 高松村                     | 高松村                   | 昭和16年2月11日 出雲町 | 昭和16年11月3日 出雲市       | 出雲市                      | 出雲市                       | 出雲市                      | 平成17年3月22日 出雲市       | 出雲市 |
| 神 門 郡 | 下荘村         | 下荘村         | 下荘村              | 明治8年9月5日 下横村       | 明治8年9月5日 下横村       | 高松村                     | 高松村                   | 昭和16年2月11日 出雲町 | 昭和16年11月3日 出雲市       | 出雲市                      | 出雲市                       | 出雲市                      | 平成17年3月22日 出雲市       | 出雲市 |
| 神 門 郡 | 横引村         | 横引村         | 横引村              | 明治8年9月5日 下横村       | 明治8年9月5日 下横村       | 高松村                     | 高松村                   | 昭和16年2月11日 出雲町 | 昭和16年11月3日 出雲市       | 出雲市                      | 出雲市                       | 出雲市                      | 平成17年3月22日 出雲市       | 出雲市 |
| 神 門 郡 | 上古志村       | 上古志村       | 上古志村            | 上古志村                   | 上古志村                   | 古志村                     | 古志村                   | 昭和16年2月11日 出雲町 | 昭和16年11月3日 出雲市       | 出雲市                      | 出雲市                       | 出雲市                      | 平成17年3月22日 出雲市       | 出雲市 |
| 神 門 郡 | 古志町         | 古志町         | 古志町              | 古志町                     | 古志町                     | 古志村                     | 古志村                   | 昭和16年2月11日 出雲町 | 昭和16年11月3日 出雲市       | 出雲市                      | 出雲市                       | 出雲市                      | 平成17年3月22日 出雲市       | 出雲市 |
| 神 門 郡 | 今市町         | 今市町         | 今市町              | 今市町                     | 今市町                     | 今市町                     | 今市町                   | 昭和16年2月11日 出雲町 | 昭和16年11月3日 出雲市       | 出雲市                      | 出雲市                       | 出雲市                      | 平成17年3月22日 出雲市       | 出雲市 |
| 神 門 郡 | 今市村         | 今市村         | 今市村              | 今市村                     | 今市村                     | 今市町                     | 今市町                   | 昭和16年2月11日 出雲町 | 昭和16年11月3日 出雲市       | 出雲市                      | 出雲市                       | 出雲市                      | 平成17年3月22日 出雲市       | 出雲市 |
| 神 門 郡 | 矢野村         | 矢野村         | 矢野村              | 矢野村                     | 矢野村                     | 四纏村                     | 四纏村                   | 昭和16年2月11日 出雲町 | 昭和16年11月3日 出雲市       | 出雲市                      | 出雲市                       | 出雲市                      | 平成17年3月22日 出雲市       | 出雲市 |
| 神 門 郡 | 小山村         | 小山村         | 小山村              | 小山村                     | 小山村                     | 四纏村                     | 四纏村                   | 昭和16年2月11日 出雲町 | 昭和16年11月3日 出雲市       | 出雲市                      | 出雲市                       | 出雲市                      | 平成17年3月22日 出雲市       | 出雲市 |
| 神 門 郡 | 大塚村         | 大塚村         | 大塚村              | 大塚村                     | 大塚村                     | 四纏村                     | 四纏村                   | 昭和16年2月11日 出雲町 | 昭和16年11月3日 出雲市       | 出雲市                      | 出雲市                       | 出雲市                      | 平成17年3月22日 出雲市       | 出雲市 |
| 神 門 郡 | 渡橋村         | 渡橋村         | 渡橋村              | 渡橋村                     | 渡橋村                     | 四纏村                     | 四纏村                   | 昭和16年2月11日 出雲町 | 昭和16年11月3日 出雲市       | 出雲市                      | 出雲市                       | 出雲市                      | 平成17年3月22日 出雲市       | 出雲市 |
| 神 門 郡 | 矢尾村         | 矢尾村         | 矢尾村              | 矢尾村                     | 矢尾村                     | 高浜村                     | 高浜村                   | 昭和16年2月11日 出雲町 | 昭和16年11月3日 出雲市       | 出雲市                      | 出雲市                       | 出雲市                      | 平成17年3月22日 出雲市       | 出雲市 |
| 神 門 郡 | 日下村         | 日下村         | 日下村              | 日下村                     | 日下村                     | 高浜村                     | 高浜村                   | 昭和16年2月11日 出雲町 | 昭和16年11月3日 出雲市       | 出雲市                      | 出雲市                       | 出雲市                      | 平成17年3月22日 出雲市       | 出雲市 |
| 神 門 郡 | 里方村         | 里方村         | 里方村              | 里方村                     | 里方村                     | 高浜村                     | 高浜村                   | 昭和16年2月11日 出雲町 | 昭和16年11月3日 出雲市       | 出雲市                      | 出雲市                       | 出雲市                      | 平成17年3月22日 出雲市       | 出雲市 |
| 神 門 郡 | 常松村         | 常松村         | 常松村              | 常松村                     | 常松村                     | 高浜村                     | 高浜村                   | 昭和16年2月11日 出雲町 | 昭和16年11月3日 出雲市       | 出雲市                      | 出雲市                       | 出雲市                      | 平成17年3月22日 出雲市       | 出雲市 |
| 神 門 郡 | 八島村         | 八島村         | 八島村              | 八島村                     | 八島村                     | 高浜村                     | 高浜村                   | 昭和16年2月11日 出雲町 | 昭和16年11月3日 出雲市       | 出雲市                      | 出雲市                       | 出雲市                      | 平成17年3月22日 出雲市       | 出雲市 |
| 神 門 郡 | 江田村         | 江田村         | 江田村              | 江田村                     | 江田村                     | 高浜村                     | 高浜村                   | 昭和16年2月11日 出雲町 | 昭和16年11月3日 出雲市       | 出雲市                      | 出雲市                       | 出雲市                      | 平成17年3月22日 出雲市       | 出雲市 |
| 神 門 郡 | 粟津村         | 粟津村         | 粟津村              | 明治8年9月5日 平野村       | 明治8年9月5日 平野村       | 高浜村                     | 高浜村                   | 昭和16年2月11日 出雲町 | 昭和16年11月3日 出雲市       | 出雲市                      | 出雲市                       | 出雲市                      | 平成17年3月22日 出雲市       | 出雲市 |
| 神 門 郡 | 堀江村         | 堀江村         | 堀江村              | 明治8年9月5日 平野村       | 明治8年9月5日 平野村       | 高浜村                     | 高浜村                   | 昭和16年2月11日 出雲町 | 昭和16年11月3日 出雲市       | 出雲市                      | 出雲市                       | 出雲市                      | 平成17年3月22日 出雲市       | 出雲市 |
| 神 門 郡 | 武志村         | 武志村         | 武志村              | 武志村                     | 武志村                     | 川跡村                     | 川跡村                   | 昭和16年2月11日 出雲町 | 昭和16年11月3日 出雲市       | 出雲市                      | 出雲市                       | 出雲市                      | 平成17年3月22日 出雲市       | 出雲市 |
| 神 門 郡 | 中野村         | 中野村         | 中野村              | 中野村                     | 中野村                     | 川跡村                     | 川跡村                   | 昭和16年2月11日 出雲町 | 昭和16年11月3日 出雲市       | 出雲市                      | 出雲市                       | 出雲市                      | 平成17年3月22日 出雲市       | 出雲市 |
| 神 門 郡 | 稲岡村         | 稲岡村         | 稲岡村              | 稲岡村                     | 稲岡村                     | 川跡村                     | 川跡村                   | 昭和16年2月11日 出雲町 | 昭和16年11月3日 出雲市       | 出雲市                      | 出雲市                       | 出雲市                      | 平成17年3月22日 出雲市       | 出雲市 |
| 神 門 郡 | 高岡村         | 高岡村         | 高岡村              | 高岡村                     | 高岡村                     | 川跡村                     | 川跡村                   | 昭和16年2月11日 出雲町 | 昭和16年11月3日 出雲市       | 出雲市                      | 出雲市                       | 出雲市                      | 平成17年3月22日 出雲市       | 出雲市 |
| 神 門 郡 | 荻原村         | 荻原村         | 荻原村              | 明治8年9月5日 荻杼村       | 明治8年9月5日 荻杼村       | 川跡村                     | 川跡村                   | 昭和16年2月11日 出雲町 | 昭和16年11月3日 出雲市       | 出雲市                      | 出雲市                       | 出雲市                      | 平成17年3月22日 出雲市       | 出雲市 |
| 神 門 郡 | 杼島村         | 杼島村         | 杼島村              | 明治8年9月5日 荻杼村       | 明治8年9月5日 荻杼村       | 川跡村                     | 川跡村                   | 昭和16年2月11日 出雲町 | 昭和16年11月3日 出雲市       | 出雲市                      | 出雲市                       | 出雲市                      | 平成17年3月22日 出雲市       | 出雲市 |
| 神 門 郡 | 大津町         | 大津町         | 大津町              | 大津町                     | 大津町                     | 大津村                     | 大津村                   | 昭和16年2月11日 出雲町 | 昭和16年11月3日 出雲市       | 出雲市                      | 出雲市                       | 出雲市                      | 平成17年3月22日 出雲市       | 出雲市 |
| 神 門 郡 | 大津村         | 大津村         | 大津村              | 明治8年9月5日 大石村       | 明治8年9月5日 大石村       | 大津村                     | 大津村                   | 昭和16年2月11日 出雲町 | 昭和16年11月3日 出雲市       | 出雲市                      | 出雲市                       | 出雲市                      | 平成17年3月22日 出雲市       | 出雲市 |
| 神 門 郡 | 石塚村         | 石塚村         | 石塚村              | 明治8年9月5日 大石村       | 明治8年9月5日 大石村       | 大津村                     | 大津村                   | 昭和16年2月11日 出雲町 | 昭和16年11月3日 出雲市       | 出雲市                      | 出雲市                       | 出雲市                      | 平成17年3月22日 出雲市       | 出雲市 |
| 神 門 郡 | 朝倉村         | 朝倉村         | 朝倉村              | 明治8年9月5日 大石村       | 明治8年9月5日 大石村       | 大津村                     | 大津村                   | 昭和16年2月11日 出雲町 | 昭和16年11月3日 出雲市       | 出雲市                      | 出雲市                       | 出雲市                      | 平成17年3月22日 出雲市       | 出雲市 |
| 神 門 郡 | 上塩冶村       | 上塩冶村       | 上塩冶村            | 上塩冶村                   | 上塩冶村                   | 塩冶村                     | 塩冶村                   | 昭和16年2月11日 出雲町 | 昭和16年11月3日 出雲市       | 出雲市                      | 出雲市                       | 出雲市                      | 平成17年3月22日 出雲市       | 出雲市 |
| 神 門 郡 | 下塩冶村       | 下塩冶村       | 下塩冶村            | 下塩冶村                   | 下塩冶村                   | 塩冶村                     | 塩冶村                   | 昭和16年2月11日 出雲町 | 昭和16年11月3日 出雲市       | 出雲市                      | 出雲市                       | 出雲市                      | 平成17年3月22日 出雲市       | 出雲市 |
| 神 門 郡 | 天神村         | 天神村         | 天神村              | 天神村                     | 天神村                     | 塩冶村                     | 塩冶村                   | 昭和16年2月11日 出雲町 | 昭和16年11月3日 出雲市       | 出雲市                      | 出雲市                       | 出雲市                      | 平成17年3月22日 出雲市       | 出雲市 |
| 神 門 郡 | 東林木村       | 東林木村       | 東林木村            | 東林木村                   | 東林木村                   | 鳶巣村                     | 鳶巣村                   | 昭和16年2月11日 出雲町 | 昭和16年11月3日 出雲市       | 出雲市                      | 出雲市                       | 出雲市                      | 平成17年3月22日 出雲市       | 出雲市 |
| 神 門 郡 | 西林木村       | 西林木村       | 西林木村            | 西林木村                   | 西林木村                   | 鳶巣村                     | 鳶巣村                   | 昭和16年2月11日 出雲町 | 昭和16年11月3日 出雲市       | 出雲市                      | 出雲市                       | 出雲市                      | 平成17年3月22日 出雲市       | 出雲市 |
| 神 門 郡 | 大島村         | 大島村         | 大島村              | 大島村                     | 大島村                     | 神西村                     | 神西村                   | 神西村                 | 神西村                       | 神西村                      | 昭和31年4月1日 出雲市に編入  | 出雲市                      | 平成17年3月22日 出雲市       | 出雲市 |
| 神 門 郡 | 神西村沖分     | 神西村沖分     | 神西村沖分          | 神西村沖分                 | 神西村沖分                 | 神西村                     | 神西村                   | 神西村                 | 神西村                       | 神西村                      | 昭和31年4月1日 出雲市に編入  | 出雲市                      | 平成17年3月22日 出雲市       | 出雲市 |
| 神 門 郡 | 神西村東分     | 神西村東分     | 神西村東分          | 神西村東分                 | 神西村東分                 | 神西村                     | 神西村                   | 神西村                 | 神西村                       | 神西村                      | 昭和31年4月1日 出雲市に編入  | 出雲市                      | 平成17年3月22日 出雲市       | 出雲市 |
| 神 門 郡 | 神西村西分     | 神西村西分     | 神西村西分          | 神西村西分                 | 神西村西分                 | 神西村                     | 神西村                   | 神西村                 | 神西村                       | 神西村                      | 昭和31年4月1日 出雲市に編入  | 出雲市                      | 平成17年3月22日 出雲市       | 出雲市 |
| 神 門 郡 | 知井宮本郷     | 知井宮本郷     | 知井宮本郷          | 知井宮本郷                 | 知井宮本郷                 | 知井宮村                   | 知井宮村                 | 知井宮村               | 昭和18年4月1日 神門村        | 神門村                      | 昭和31年4月1日 出雲市に編入  | 出雲市                      | 平成17年3月22日 出雲市       | 出雲市 |
| 神 門 郡 | 知井宮沖       | 知井宮沖       | 知井宮沖            | 知井宮沖                   | 知井宮沖                   | 知井宮村                   | 知井宮村                 | 知井宮村               | 昭和18年4月1日 神門村        | 神門村                      | 昭和31年4月1日 出雲市に編入  | 出雲市                      | 平成17年3月22日 出雲市       | 出雲市 |
| 神 門 郡 | 蘆渡村         | 蘆渡村         | 蘆渡村              | 蘆渡村                     | 蘆渡村                     | 布智村                     | 布智村                   | 布智村                 | 昭和18年4月1日 神門村        | 神門村                      | 昭和31年4月1日 出雲市に編入  | 出雲市                      | 平成17年3月22日 出雲市       | 出雲市 |
| 神 門 郡 | 下古志村       | 下古志村       | 下古志村            | 下古志村                   | 下古志村                   | 布智村                     | 布智村                   | 布智村                 | 昭和18年4月1日 神門村        | 神門村                      | 昭和31年4月1日 出雲市に編入  | 出雲市                      | 平成17年3月22日 出雲市       | 出雲市 |
| 神 門 郡 | 東園村         | 東園村         | 東園村              | 東園村                     | 東園村                     | 園村                       | 園村                     | 園村                   | 園村                         | 昭和25年11月3日 長浜村      | 昭和31年4月1日 出雲市に編入  | 出雲市                      | 平成17年3月22日 出雲市       | 出雲市 |
| 神 門 郡 | 西園村         | 西園村         | 西園村              | 西園村                     | 西園村                     | 園村                       | 園村                     | 園村                   | 園村                         | 昭和25年11月3日 長浜村      | 昭和31年4月1日 出雲市に編入  | 出雲市                      | 平成17年3月22日 出雲市       | 出雲市 |
| 神 門 郡 | 西園村         | 西園村         | 西園村              | 明治8年 分立 外園浦        |                            | 園村                       | 園村                     | 園村                   | 園村                         | 昭和25年11月3日 長浜村      | 昭和31年4月1日 出雲市に編入  | 出雲市                      | 平成17年3月22日 出雲市       | 出雲市 |
| 神 門 郡 | 茅原村         | 茅原村         | 茅原村              | 明治8年9月5日 荒茅村       | 明治8年9月5日 荒茅村       | 荒茅村                     | 荒茅村                   | 荒茅村                 | 荒茅村                       | 昭和25年11月3日 長浜村      | 昭和31年4月1日 出雲市に編入  | 出雲市                      | 平成17年3月22日 出雲市       | 出雲市 |
| 神 門 郡 | 荒木村         | 荒木村         | 荒木村              | 明治8年9月5日 荒茅村       | 明治8年9月5日 荒茅村       | 荒茅村                     | 荒茅村                   | 荒茅村                 | 荒茅村                       | 昭和25年11月3日 長浜村      | 昭和31年4月1日 出雲市に編入  | 出雲市                      | 平成17年3月22日 出雲市       | 出雲市 |
| 神 門 郡 | 古荒木村       | 古荒木村       | 古荒木村            | 明治8年9月5日 荒茅村       | 明治8年9月5日 荒茅村       | 荒茅村                     | 荒茅村                   | 荒茅村                 | 荒茅村                       | 昭和25年11月3日 長浜村      | 昭和31年4月1日 出雲市に編入  | 出雲市                      | 平成17年3月22日 出雲市       | 出雲市 |
| 神 門 郡 | 畑村           | 畑村           | 畑村                | 畑村                       | 畑村                       | 江南村                     | 江南村                   | 江南村                 | 江南村                       | 昭和26年4月1日 湖陵村       | 湖陵村                       | 昭和44年11月3日 町制 湖陵町 | 平成17年3月22日 出雲市       | 出雲市 |
| 神 門 郡 | 常楽寺村       | 常楽寺村       | 常楽寺村            | 常楽寺村                   | 常楽寺村                   | 江南村                     | 江南村                   | 江南村                 | 江南村                       | 昭和26年4月1日 湖陵村       | 湖陵村                       | 昭和44年11月3日 町制 湖陵町 | 平成17年3月22日 出雲市       | 出雲市 |
| 神 門 郡 | 二部村         | 二部村         | 二部村              | 二部村                     | 二部村                     | 江南村                     | 江南村                   | 江南村                 | 江南村                       | 昭和26年4月1日 湖陵村       | 湖陵村                       | 昭和44年11月3日 町制 湖陵町 | 平成17年3月22日 出雲市       | 出雲市 |
| 神 門 郡 | 三部村         | 三部村         | 三部村              | 三部村                     | 三部村                     | 江南村                     | 江南村                   | 江南村                 | 江南村                       | 昭和26年4月1日 湖陵村       | 湖陵村                       | 昭和44年11月3日 町制 湖陵町 | 平成17年3月22日 出雲市       | 出雲市 |
| 神 門 郡 | 大池村         | 大池村         | 大池村              | 大池村                     | 大池村                     | 西浜村                     | 西浜村                   | 西浜村                 | 西浜村                       | 昭和26年4月1日 湖陵村       | 湖陵村                       | 昭和44年11月3日 町制 湖陵町 | 平成17年3月22日 出雲市       | 出雲市 |
| 神 門 郡 | 板津村         | 板津村         | 板津村              | 板津村                     | 板津村                     | 西浜村                     | 西浜村                   | 西浜村                 | 西浜村                       | 昭和26年4月1日 湖陵村       | 湖陵村                       | 昭和44年11月3日 町制 湖陵町 | 平成17年3月22日 出雲市       | 出雲市 |
| 神 門 郡 | 差海村         | 差海村         | 差海村              | 差海村                     | 差海村                     | 西浜村                     | 西浜村                   | 西浜村                 | 西浜村                       | 昭和26年4月1日 湖陵村       | 湖陵村                       | 昭和44年11月3日 町制 湖陵町 | 平成17年3月22日 出雲市       | 出雲市 |
| 神 門 郡 | 奥田儀村       | 奥田儀村       | 奥田儀村            | 奥田儀村                   | 奥田儀村                   | 田儀村                     | 田儀村                   | 田儀村                 | 田儀村                       | 田儀村                      | 昭和31年9月30日 多伎村       | 昭和44年11月3日 町制 多伎町 | 平成17年3月22日 出雲市       | 出雲市 |
| 神 門 郡 | 口田儀村       | 口田儀村       | 口田儀村            | 口田儀村                   | 口田儀村                   | 田儀村                     | 田儀村                   | 田儀村                 | 田儀村                       | 田儀村                      | 昭和31年9月30日 多伎村       | 昭和44年11月3日 町制 多伎町 | 平成17年3月22日 出雲市       | 出雲市 |
| 安 濃 郡 | 神原村の一部   | 神原村の一部   | 神原村の一部        | 神原村の一部               | 神原村の一部               | 富山村 の一部              | 富山村の一部             | 富山村の一部           | 富山村の一部                 | 昭和29年4月1日 田儀村に編入 | 昭和31年9月30日 多伎村       | 昭和44年11月3日 町制 多伎町 | 平成17年3月22日 出雲市       | 出雲市 |
| 神 門 郡 | 小田村         | 小田村         | 小田村              | 小田村                     | 小田村                     | 田岐村                     | 田岐村                   | 田岐村                 | 田岐村                       | 昭和25年12月20日 岐久村     | 昭和31年9月30日 多伎村       | 昭和44年11月3日 町制 多伎町 | 平成17年3月22日 出雲市       | 出雲市 |
| 神 門 郡 | 多岐村         | 多岐村         | 多岐村              | 多岐村                     | 多岐村                     | 田岐村                     | 田岐村                   | 田岐村                 | 田岐村                       | 昭和25年12月20日 岐久村     | 昭和31年9月30日 多伎村       | 昭和44年11月3日 町制 多伎町 | 平成17年3月22日 出雲市       | 出雲市 |
| 神 門 郡 | 久村           | 久村           | 久村                | 久村                       | 久村                       | 久村                       | 久村                     | 久村                   | 久村                         | 昭和25年12月20日 岐久村     | 昭和31年9月30日 多伎村       | 昭和44年11月3日 町制 多伎町 | 平成17年3月22日 出雲市       | 出雲市 |
| 神 門 郡 | 毛津村         | 一部           | 毛津村              | 毛津村                     | 毛津村                     | 窪田村                     | 窪田村                   | 窪田村                 | 窪田村                       | 昭和25年12月20日 岐久村     | 昭和31年9月30日 多伎村       | 昭和44年11月3日 町制 多伎町 | 平成17年3月22日 出雲市       | 出雲市 |
| 神 門 郡 | 毛津村         | 一部を除く     | 毛津村              | 毛津村                     | 毛津村                     | 窪田村                     | 窪田村                   | 窪田村                 | 窪田村                       | 窪田村                      | 昭和31年6月10日 佐田村       | 昭和44年11月3日 町制 佐田町 | 平成17年3月22日 出雲市       | 出雲市 |
| 神 門 郡 | 一窪田村       | 一窪田村       | 一窪田村            | 一窪田村                   | 一窪田村                   | 窪田村                     | 窪田村                   | 窪田村                 | 窪田村                       | 窪田村                      | 昭和31年6月10日 佐田村       | 昭和44年11月3日 町制 佐田町 | 平成17年3月22日 出雲市       | 出雲市 |
| 飯 石 郡 | 宮内村         | 宮内村         | 宮内村              | 宮内村                     | 宮内村                     | 須佐村                     | 明治29年2月20日 東須佐村 | 東須佐村               | 東須佐村                     | 昭和28年11月10日 須佐村     | 昭和31年6月10日 佐田村       | 昭和44年11月3日 町制 佐田町 | 平成17年3月22日 出雲市       | 出雲市 |
| 飯 石 郡 | 朝原村         | 朝原村         | 朝原村              | 朝原村                     | 朝原村                     | 須佐村                     | 明治29年2月20日 東須佐村 | 東須佐村               | 東須佐村                     | 昭和28年11月10日 須佐村     | 昭和31年6月10日 佐田村       | 昭和44年11月3日 町制 佐田町 | 平成17年3月22日 出雲市       | 出雲市 |
| 飯 石 郡 | 原田村         | 原田村         | 原田村              | 原田村                     | 原田村                     | 須佐村                     | 明治29年2月20日 東須佐村 | 東須佐村               | 東須佐村                     | 昭和28年11月10日 須佐村     | 昭和31年6月10日 佐田村       | 昭和44年11月3日 町制 佐田町 | 平成17年3月22日 出雲市       | 出雲市 |
| 飯 石 郡 | 反辺村         | 反辺村         | 反辺村              | 反辺村                     | 反辺村                     | 須佐村                     | 明治29年2月20日 西須佐村 | 西須佐村               | 西須佐村                     | 昭和28年11月10日 須佐村     | 昭和31年6月10日 佐田村       | 昭和44年11月3日 町制 佐田町 | 平成17年3月22日 出雲市       | 出雲市 |
| 飯 石 郡 | 大路村         | 大路村         | 大路村              | 明治8年9月5日 大呂村       | 明治8年9月5日 大呂村       | 須佐村                     | 明治29年2月20日 西須佐村 | 西須佐村               | 西須佐村                     | 昭和28年11月10日 須佐村     | 昭和31年6月10日 佐田村       | 昭和44年11月3日 町制 佐田町 | 平成17年3月22日 出雲市       | 出雲市 |
| 飯 石 郡 | 八幡村         | 八幡村         | 八幡村              | 明治8年9月5日 大呂村       | 明治8年9月5日 大呂村       | 須佐村                     | 明治29年2月20日 西須佐村 | 西須佐村               | 西須佐村                     | 昭和28年11月10日 須佐村     | 昭和31年6月10日 佐田村       | 昭和44年11月3日 町制 佐田町 | 平成17年3月22日 出雲市       | 出雲市 |
| 飯 石 郡 | 法師田村の一部 | 法師田村の一部 | 法師田村 の一部     | 明治8年9月5日 高窪村の一部 | 明治8年9月5日 高窪村の一部 | 一宮村 の一部              | 一宮村の一部             | 一宮村の一部           | 昭和16年11月3日 上津村に編入 | 上津村                      | 昭和30年3月22日 出雲市に編入 | 出雲市                      | 平成17年3月22日 出雲市       | 出雲市 |
| 神 門 郡 | 中ノ島村       | 中ノ島村       | 中ノ島村            | 明治8年9月5日 上島村       | 明治8年9月5日 上島村       | 上津村                     | 上津村                   | 上津村                 | 上津村                       | 上津村                      | 昭和30年3月22日 出雲市に編入 | 出雲市                      | 平成17年3月22日 出雲市       | 出雲市 |
| 神 門 郡 | 上ノ郷村       | 上ノ郷村       | 上ノ郷村            | 明治8年9月5日 上島村       | 明治8年9月5日 上島村       | 上津村                     | 上津村                   | 上津村                 | 上津村                       | 上津村                      | 昭和30年3月22日 出雲市に編入 | 出雲市                      | 平成17年3月22日 出雲市       | 出雲市 |
| 神 門 郡 | 船津村         | 船津村         | 船津村              | 船津村                     | 船津村                     | 上津村                     | 上津村                   | 上津村                 | 上津村                       | 上津村                      | 昭和30年3月22日 出雲市に編入 | 出雲市                      | 平成17年3月22日 出雲市       | 出雲市 |
| 神 門 郡 | 稗原村         | 稗原村         | 稗原村              | 稗原村                     | 稗原村                     | 稗原村                     | 稗原村                   | 稗原村                 | 稗原村                       | 稗原村                      | 昭和30年3月22日 出雲市に編入 | 出雲市                      | 平成17年3月22日 出雲市       | 出雲市 |
| 神 門 郡 | 野尻村         | 野尻村         | 野尻村              | 野尻村                     | 野尻村                     | 稗原村                     | 稗原村                   | 稗原村                 | 稗原村                       | 稗原村                      | 昭和30年3月22日 出雲市に編入 | 出雲市                      | 平成17年3月22日 出雲市       | 出雲市 |
| 神 門 郡 | 宇那手村       | 宇那手村       | 宇那手村            | 宇那手村                   | 宇那手村                   | 稗原村                     | 稗原村                   | 稗原村                 | 稗原村                       | 稗原村                      | 昭和30年3月22日 出雲市に編入 | 出雲市                      | 平成17年3月22日 出雲市       | 出雲市 |
| 神 門 郡 | 馬木村         | 馬木村         | 馬木村              | 馬木村                     | 馬木村                     | 朝山村                     | 朝山村                   | 朝山村                 | 朝山村                       | 朝山村                      | 昭和30年3月22日 出雲市に編入 | 出雲市                      | 平成17年3月22日 出雲市       | 出雲市 |
| 神 門 郡 | 上朝山村       | 上朝山村       | 上朝山村            | 上朝山村                   | 上朝山村                   | 朝山村                     | 朝山村                   | 朝山村                 | 朝山村                       | 朝山村                      | 昭和30年3月22日 出雲市に編入 | 出雲市                      | 平成17年3月22日 出雲市       | 出雲市 |
| 神 門 郡 | 所原村         | 所原村         | 所原村              | 所原村                     | 所原村                     | 朝山村                     | 朝山村                   | 朝山村                 | 朝山村                       | 朝山村                      | 昭和30年3月22日 出雲市に編入 | 出雲市                      | 平成17年3月22日 出雲市       | 出雲市 |
| 神 門 郡 | 見々具村       | 見々具村       | 見々具村            | 見々具村                   | 見々具村                   | 朝山村                     | 朝山村                   | 朝山村                 | 朝山村                       | 朝山村                      | 昭和30年3月22日 出雲市に編入 | 出雲市                      | 平成17年3月22日 出雲市       | 出雲市 |
| 神 門 郡 | 乙立村         | 乙立村         | 乙立村              | 乙立村                     | 乙立村                     | 乙立村                     | 乙立村                   | 乙立村                 | 乙立村                       | 昭和25年5月3日 朝山村に編入 | 昭和30年3月22日 出雲市に編入 | 出雲市                      | 平成17年3月22日 出雲市       | 出雲市 |
| 神 門 郡 | 八幡原村       | 八幡原村       | 八幡原村            | 八幡原村                   | 八幡原村                   | 乙立村                     | 乙立村                   | 乙立村                 | 乙立村                       | 昭和25年5月3日 窪田村に編入 | 昭和31年6月10日 佐田村       | 昭和44年11月3日 町制 佐田町 | 平成17年3月22日 出雲市       | 出雲市 |
| 神 門 郡 | 東村           | 東村           | 東村                | 東村                       | 東村                       | 乙立村                     | 乙立村                   | 乙立村                 | 乙立村                       | 昭和25年5月3日 窪田村に編入 | 昭和31年6月10日 佐田村       | 昭和44年11月3日 町制 佐田町 | 平成17年3月22日 出雲市       | 出雲市 |
| 神 門 郡 | 吉野村         | 吉野村         | 吉野村              | 吉野村                     | 吉野村                     | 山口村                     | 山口村                   | 山口村                 | 山口村                       | 昭和23年9月1日 窪田村に編入 | 昭和31年6月10日 佐田村       | 昭和44年11月3日 町制 佐田町 | 平成17年3月22日 出雲市       | 出雲市 |
| 神 門 郡 | 高津屋村       | 高津屋村       | 高津屋村            | 高津屋村                   | 高津屋村                   | 山口村                     | 山口村                   | 山口村                 | 山口村                       | 昭和23年9月1日 窪田村に編入 | 昭和31年6月10日 佐田村       | 昭和44年11月3日 町制 佐田町 | 平成17年3月22日 出雲市       | 出雲市 |
| 神 門 郡 | 上橋波村       | 上橋波村       | 上橋波村            | 上橋波村                   | 上橋波村                   | 山口村                     | 山口村                   | 山口村                 | 山口村                       | 昭和23年9月1日 窪田村に編入 | 昭和31年6月10日 佐田村       | 昭和44年11月3日 町制 佐田町 | 平成17年3月22日 出雲市       | 出雲市 |
| 神 門 郡 | 下橋波村       | 下橋波村       | 下橋波村            | 下橋波村                   | 下橋波村                   | 山口村                     | 山口村                   | 山口村                 | 山口村                       | 昭和23年9月1日 窪田村に編入 | 昭和31年6月10日 佐田村       | 昭和44年11月3日 町制 佐田町 | 平成17年3月22日 出雲市       | 出雲市 |
| 神 門 郡 | 佐津目村       | 一部を除く     | 佐津目村            | 佐津目村                   | 佐津目村                   | 山口村                     | 山口村                   | 山口村                 | 山口村                       | 昭和23年9月1日 窪田村に編入 | 昭和31年6月10日 佐田村       | 昭和44年11月3日 町制 佐田町 | 平成17年3月22日 出雲市       | 出雲市 |
| 神 門 郡 | 佐津目村       | 一部           | 佐津目村            | 佐津目村                   | 佐津目村                   | 山口村                     | 山口村                   | 山口村                 | 山口村                       | 昭和29年4月1日 大田市に編入 | 大田市                       | 大田市                      | 大田市                       | 大田市 |
| 神 門 郡 | 山口村         | 山口村         | 山口村              | 山口村                     | 山口村                     | 山口村                     | 山口村                   | 山口村                 | 山口村                       | 昭和29年4月1日 大田市に編入 | 大田市                       | 大田市                      | 大田市                       | 大田市 |

## 行政
歴代郡長
| 代 | 氏名 | 就任年月日               | 退任年月日                | 備考                   |
| -- | ---- | ------------------------ | ------------------------- | ---------------------- |
| 1  |      | 明治29年（1896年）4月1日 |                           |                        |
|    |      |                          | 大正15年（1926年）6月30日 | 郡役所廃止により、廃官 |